# Wachruschew (Ort)
Wachruschew (russisch Ва́хрушев) ist eine Siedlung städtischen Typs in der Oblast Sachalin (Russland) mit 1515 Einwohnern (Stand 1. Oktober 2021).

## Geographie
Die Siedlung liegt im Osten der Insel Sachalin, etwa sieben Kilometer von der Küste der Terpenije-Bucht des Ochotskischen Meeres entfernt. Juschno-Sachalinsk, das Verwaltungszentrum der Oblast, befindet sich etwa 226 Kilometer Luftlinie südlich von Wachruschew.
Der Ort ist von mehreren Tagebauseen umgeben. Im Süden des Ortes verläuft das Flüsschen Rakitka von Westen nach Osten.
Administrativ gehört Wachruschew zum Poronaiski rajon. Neben elf Dörfern und dem Verwaltungszentrum Poronaisk, ist Wachruschew in diesem die einzige Siedlung städtischen Typs.

## Geschichte
Die Siedlung entstand im Jahr 1939 im Zuge der Erschließung von Steinkohlevorkommen. Von 1939 bis 1945 gehörte der Ort, wie der gesamte Südteil der Insel (bis zum 50. Breitengrad) als Kusunokiyama (japanisch 楠山, Hiragana くすのきやま) zum Japanischen Kaiserreich. Nach dem Zweiten Weltkrieg kam der Ort wieder zur Sowjetunion und erhielt 1947 seinen heutigen Namen zu Ehren des sowjetischen Vorsitzenden des Rates der Volkskommissare der RSFSR und Volkskommissars der Kohleindustrie Wassili Wachruschew.
Bereits zu Zeiten der japanischen Besatzung wurde eine Schmalspurbahn vom an der Küste gelegenen Dorf Lermontowka (Лермонтовка) nach Wostok (Восток) gebaut und später zu den Kohletagebauen von Wachruschew (Bahnstation Wachruschew-Ugolny, Вахрушев-Угольный) verlängert. Die neun Kilometer lange Eisenbahnstrecke diente der Versorgung des, in Lermontowka gelegenen, Sachalin-Wärmekraftwerkes (Сахалинская ГРЭС/ Sachalinskaja GRES) mit Steinkohle.
Am 2. Oktober 2006 wurde die Gemeinde (муниципальное образование/munizipales Gebilde) Stadtkreis Wachruschew mit Wachruschew als Verwaltungszentrum geschaffen und aus dem Poronaiski rajon ausgegliedert. Im Zuge einer weiteren Verwaltungsreform wurde der Stadtkreis Wachruschew am 27. Juli 2012 wieder in den Stadtkreis Poronaisk (Городской округ «Поронайский»), unter dem neuen Namen Gemeinde Stadtkreis Poronaisk (Поронайский городской округ), eingegliedert.

### Bevölkerungsentwicklung
| Jahr | Einwohner |
| ---- | --------- |
| 1959 | 8377      |
| 1970 | 5373      |
| 1979 | 4595      |
| 1989 | 4351      |
| 2002 | 3064      |
| 2010 | 2245      |

Anmerkung: Volkszählungsdaten

## Kultur und Sehenswürdigkeiten
Der Ort verfügt über ein Kulturhaus, eine Bibliothek, einen Sportkomplex mit Stadion.

## Wirtschaft und Infrastruktur
In Wachruschew gibt es Unternehmen der Kohle- und Holzindustrie sowie ein Brotkombinat.
Im Ort befindet sich die heute stillgelegte Bahnstation Wachruschew-Ugolny. Über das nahe gelegene Dorf Lermontowka, mit der Bahnstation Wachruschew-Sachalinski (Вахрушев-Сахалинский), besteht Anschluss an das Netz der  Sachalinskaja schelesnaja doroga. Von Wachruschew über Wostok besteht eine Anbindung zur Regionalstraße R487 (Strecke Juschno-Sachalinsk – Dolinsk – Poronaisk – Alexandrowsk-Sachalinski).